# Innsbrucker AC
Der Innsbrucker Athletik Club, kurz IAC, ist ein Sportverein aus der Tiroler Landeshauptstadt Innsbruck in Österreich und wurde 1919 als Arbeiter-, Turn- und Sportvereins Innsbruck, kurz ATuS oder ATV, gegründet und bot Leichtathletik und Fußball, später Eishockey und Volleyball an.

## Fußball
Die Fußballabteilung des Innsbrucker AC ist neben FC Germania Innsbruck, Innsbrucker SV, FC Rapid Innsbruck, FC Veldidena Innsbruck und FC Wacker Innsbruck, einer jener Vereine, die den Gauverband Tirol, der Vorläufer des Tiroler Fußballverbandes, 1919 gründeten.
Die Fußballsektion der Männer spielte bis zur Saison 2006/07 in der Regionalliga West, jedoch erfolgte hier der Abstieg in die Tiroler Liga. Die Frauenmannschaft spielte bis zur Saison 2005/06 in der ÖFB Frauen-Bundesliga, löste sich im Sommer 2006 auf. Die Lizenz wurde an die neugegründete Damenmannschaft des FC Wacker Innsbruck übertragen, zu der der Großteil der Spielerinnen wechselte.

### Geschichte
Anfangsjahre
| 1919 – 1945 | 1919 – 1945                                                            | 1919 – 1945                                                            | 1919 – 1945                                                            | 1919 – 1945                                                            | 1919 – 1945                                                            | 1919 – 1945                                                            | 1919 – 1945                                                            |
| Saison | Platz (Teiln.)                                                         | Sp                                                                     | S                                                                      | U                                                                      | N                                                                      | Tore                                                                   | Pkt.                                                                   |
| Qualifikation für Tiroler A-Liga 1920/21 | Qualifikation für Tiroler A-Liga 1920/21                               | Qualifikation für Tiroler A-Liga 1920/21                               | Qualifikation für Tiroler A-Liga 1920/21                               | Qualifikation für Tiroler A-Liga 1920/21                               | Qualifikation für Tiroler A-Liga 1920/21                               | Qualifikation für Tiroler A-Liga 1920/21                               | Qualifikation für Tiroler A-Liga 1920/21                               |
| --- | ---------------------------------------------------------------------- | ---------------------------------------------------------------------- | ---------------------------------------------------------------------- | ---------------------------------------------------------------------- | ---------------------------------------------------------------------- | ---------------------------------------------------------------------- | ---------------------------------------------------------------------- |
| 1919/20 (1) | Runde 1 (14. September 1919): FC Wacker Innsbruck - ATuS Innsbruck 8:0 | Runde 1 (14. September 1919): FC Wacker Innsbruck - ATuS Innsbruck 8:0 | Runde 1 (14. September 1919): FC Wacker Innsbruck - ATuS Innsbruck 8:0 | Runde 1 (14. September 1919): FC Wacker Innsbruck - ATuS Innsbruck 8:0 | Runde 1 (14. September 1919): FC Wacker Innsbruck - ATuS Innsbruck 8:0 | Runde 1 (14. September 1919): FC Wacker Innsbruck - ATuS Innsbruck 8:0 | Runde 1 (14. September 1919): FC Wacker Innsbruck - ATuS Innsbruck 8:0 |
| Tiroler B-Klasse |                                                                        |                                                                        |                                                                        |                                                                        |                                                                        |                                                                        |                                                                        |
| 1920/21 | keine vollständigen Daten                                              | keine vollständigen Daten                                              | keine vollständigen Daten                                              | keine vollständigen Daten                                              | keine vollständigen Daten                                              | keine vollständigen Daten                                              | keine vollständigen Daten                                              |
| 1922 | 01.                                                                    | keine vollständigen Daten                                              | keine vollständigen Daten                                              | keine vollständigen Daten                                              | keine vollständigen Daten                                              | keine vollständigen Daten                                              | keine vollständigen Daten                                              |
| Tiroler A-Klasse |                                                                        |                                                                        |                                                                        |                                                                        |                                                                        |                                                                        |                                                                        |
| 1922/23 (2) | 02. (4)                                                                | 06                                                                     | 06                                                                     | 0                                                                      | 0                                                                      | 7:0                                                                    | 06                                                                     |
| 1923/24 | 02. (4)                                                                | 06                                                                     | 04                                                                     | 01                                                                     | 01                                                                     | 18:14                                                                  | 09                                                                     |
| 1924/25 | 02. (5)                                                                | 08                                                                     | 05                                                                     | 01                                                                     | 02                                                                     | 23:11                                                                  | 11                                                                     |
| 1925/26 (3) | 03. (5)                                                                | 08                                                                     | 04                                                                     | 02                                                                     | 02                                                                     | 27:13                                                                  | 08                                                                     |
| 1927 | 01. (4)                                                                | 06                                                                     | 05                                                                     | 01                                                                     | 0                                                                      | 30:05                                                                  | 0                                                                      |
| 1928 | 03. (6)                                                                | 10                                                                     | 06                                                                     | 0                                                                      | 04                                                                     | 35:23                                                                  | 12                                                                     |
| 1928/29 | 01. (5)                                                                | 08                                                                     | 06                                                                     | 0                                                                      | 02                                                                     | 37:15                                                                  | 12                                                                     |
| 1929/30 | 01. (4)                                                                | 06                                                                     | 05                                                                     | 0                                                                      | 01                                                                     | 28:7                                                                   | 10                                                                     |
| 1930/31 | 01. (7)                                                                | 12                                                                     | 10                                                                     | 01                                                                     | 01                                                                     | 44:15                                                                  | 21                                                                     |
| 1931/32 | 02. (4)                                                                | 06                                                                     | 04                                                                     | 02                                                                     | 06                                                                     | 22:13                                                                  | 08                                                                     |
| 1932/33 | 01. (7)                                                                | 12                                                                     | 09                                                                     | 01                                                                     | 02                                                                     | 33:15                                                                  | 19                                                                     |
| 1933/34 | 02. (7)                                                                | 12                                                                     | 07                                                                     | 02                                                                     | 03                                                                     | 48:20                                                                  | 16                                                                     |
| 1934/35 | 02. (7)                                                                | 12                                                                     | 09                                                                     | 0                                                                      | 03                                                                     | 35:15                                                                  | 18                                                                     |
| 1935/36 | 01. (7)                                                                | 12                                                                     | 08                                                                     | 04                                                                     | 0                                                                      | 47:11                                                                  | 20                                                                     |
| 1936/37 | 01. (7)                                                                | 12                                                                     | 09                                                                     | 03                                                                     | 0                                                                      | 37:10                                                                  | 21                                                                     |
| 1937/38 | 02. (4)                                                                | 12                                                                     | 08                                                                     | 0                                                                      | 04                                                                     | 42:10                                                                  | 16                                                                     |
| Legende |                                                                        |                                                                        |                                                                        |                                                                        |                                                                        |                                                                        |                                                                        |
| | Aufstieg                                                               |                                                                        |                                                                        |                                                                        |                                                                        |                                                                        |                                                                        |

Gründungswappen des Innsbrucker AC.

| (1) 1919/20: Unter dem Namen Arbeiter-, Turn- und Sportverein (ATuS) Innsbruck nahm der Verein an der Qualifikation teil. (2) 1922/23: Der Verein nennt sich nun Arbeiter TV Innsbruck. (3) 1925/26: Umbenennung in Innsbrucker Athletik Club (IAC). |                                                                        |                                                                        |                                                                        |                                                                        |                                                                        |                                                                        |                                                                        |

Der Innsbrucker AC wurde am 1. März 1919 von einigen fußballbegeisterten Mitgliedern des Arbeiter-, Turn- und Sportvereins Innsbruck gegründet. Die Gründungsmitglieder Franz Rieder, Schuchter, Bruckmoser und dem Förderer Orzag bemühten sich von Anfang an, die Fußballsektion bekannt zu machen, ohne jemals Fußball gespielt zu haben. Die ersten Spiele wurden noch mit Bergschuhen und ohne Kenntnisse jeglicher Regeln des Fußballspiels absolviert. Das erste Spiel erfolgte gegen FC Germania Innsbruck, der dieses mit 9:0 gewann. Bis zum Herbst wurden noch weitere fünf Freundschaftsspiele ausgetragen, die alle mit Niederlagen, bei einem Torverhältnis von 0:57 endeten. Darunter war ein Qualifikationsspiel für die Meisterschaft 1920/21 gegen FC Wacker Innsbruck, das mit 8:0 verloren ging. Die junge Mannschaft ließ sich durch diese Misserfolge nicht entmutigen und unter der Sektionsleitung von Franz Rieder nahm der Arbeiter-, Turn- und Sportvereins Innsbruck an der B-Klassen Meisterschaft 1919/20 teil. Im darauffolgenden Jahr 1920/21 wurde die Qualifikation für die Meisterschaft 1920/21 geschafft. Bis zum Jahr 1937 holten die Athletiker sieben Mal den Tiroler Meistertitel.
1938–1945: Kriegsjahre
| 1938 – 1945                                                                                       | 1938 – 1945               | 1938 – 1945               | 1938 – 1945               | 1938 – 1945               | 1938 – 1945               | 1938 – 1945               | 1938 – 1945               |
| Saison                                                                                            | Platz (Teiln.)            | Sp                        | S                         | U                         | N                         | Tore                      | Pkt.                      |
| Tiroler Kreisliga                                                                                 | Tiroler Kreisliga         | Tiroler Kreisliga         | Tiroler Kreisliga         | Tiroler Kreisliga         | Tiroler Kreisliga         | Tiroler Kreisliga         | Tiroler Kreisliga         |
| ------------------------------------------------------------------------------------------------- | ------------------------- | ------------------------- | ------------------------- | ------------------------- | ------------------------- | ------------------------- | ------------------------- |
| 1938/39 K1 K2                                                                                     | 02. (7)                   | 09                        | 04                        | 01                        | 04                        | 28:23                     | 09                        |
| 1939/40 K2                                                                                        | Abbruch der Meisterschaft | Abbruch der Meisterschaft | Abbruch der Meisterschaft | Abbruch der Meisterschaft | Abbruch der Meisterschaft | Abbruch der Meisterschaft | Abbruch der Meisterschaft |
| 1940/41 K2                                                                                        | 03. (6)                   | 05                        | 02                        | 01                        | 02                        | 12:10                     | 05                        |
| 1941/42 K2                                                                                        | nicht teilgenommen        | nicht teilgenommen        | nicht teilgenommen        | nicht teilgenommen        | nicht teilgenommen        | nicht teilgenommen        | nicht teilgenommen        |
| 1942/43 K2                                                                                        | nicht teilgenommen        | nicht teilgenommen        | nicht teilgenommen        | nicht teilgenommen        | nicht teilgenommen        | nicht teilgenommen        | nicht teilgenommen        |
| 1944                                                                                              | nicht teilgenommen        | nicht teilgenommen        | nicht teilgenommen        | nicht teilgenommen        | nicht teilgenommen        | nicht teilgenommen        | nicht teilgenommen        |
| 1945                                                                                              | nicht ausgetragen         | nicht ausgetragen         | nicht ausgetragen         | nicht ausgetragen         | nicht ausgetragen         | nicht ausgetragen         | nicht ausgetragen         |
| K1 Änderung des Meisterschaftsmodus und Umbenennung der Liga. K2 Meisterschaft wurde abgebrochen. |                           |                           |                           |                           |                           |                           |                           |

In der Kriegszeit wurde in Tirol sehr eingeschränkt Fußballmeisterschaften ausgetragen. In dieser Zeit holte sich der Innsbrucker AC einen zweiten und einen dritten Platz.
1946–1950: Nachkriegsjahre und Aufstieg in die Regionalliga
| 1946 – 1950                                                   | 1946 – 1950                        | 1946 – 1950                        | 1946 – 1950                        | 1946 – 1950                        | 1946 – 1950                        | 1946 – 1950                        | 1946 – 1950                        |
| Saison                                                        | Platz (Teiln.)                     | Sp                                 | S                                  | U                                  | N                                  | Tore                               | Pkt.                               |
| Klasse Innsbruck / Meister-Playoff                            | Klasse Innsbruck / Meister-Playoff | Klasse Innsbruck / Meister-Playoff | Klasse Innsbruck / Meister-Playoff | Klasse Innsbruck / Meister-Playoff | Klasse Innsbruck / Meister-Playoff | Klasse Innsbruck / Meister-Playoff | Klasse Innsbruck / Meister-Playoff |
| ------------------------------------------------------------- | ---------------------------------- | ---------------------------------- | ---------------------------------- | ---------------------------------- | ---------------------------------- | ---------------------------------- | ---------------------------------- |
| 1946 K1                                                       | 01. (6)                            | 05                                 | 04                                 | 01                                 | 0                                  | 24:04                              | 09                                 |
| 1946 K1                                                       | 01. (3)                            | 04                                 | 04                                 | 0                                  | 0                                  | 21:03                              | 08                                 |
| Tiroler Landesliga                                            |                                    |                                    |                                    |                                    |                                    |                                    |                                    |
| 1946/47 K1                                                    | 05. (10)                           | 18                                 | 09                                 | 03                                 | 06                                 | 47:21                              | 21                                 |
| 1947/48                                                       | 03. (10)                           | 18                                 | 09                                 | 03                                 | 06                                 | 54:45                              | 21                                 |
| 1948/49                                                       | 02. (10)                           | 18                                 | 14                                 | 02                                 | 02                                 | 57:19                              | 30                                 |
| 1949/50                                                       | 06. (8)                            | 14                                 | 05                                 | 0                                  | 09                                 | 31:38                              | 10                                 |
| Legende                                                       |                                    |                                    |                                    |                                    |                                    |                                    |                                    |
|                                                               | Aufstieg                           |                                    |                                    |                                    |                                    |                                    |                                    |
| K1 Änderung des Meisterschaftsmodus und Umbenennung der Liga. |                                    |                                    |                                    |                                    |                                    |                                    |                                    |

Im Jahr 1946, nach dem Zweiten Weltkrieg, schaffte die Sektion gleich den 1. Platz in der Tiroler B-Klasse und so die Qualifikation für das Tiroler Meister-Playoff. Durch die vier Siege in diesem Playoff war die Herrenabteilung Tiroler Meister und dadurch für die Tiroler Landesliga des nächsten Jahres qualifiziert. In den nächsten Jahren rangierte die Fußballabteilung immer im Mittelfeld, bis 1950/51 eine Ligareform in Westösterreich durchgeführt wurde und der Innsbrucker AC in eine neue geschaffene Liga, die Arlbergliga, aufstieg.
1950–1960: Arlberger Liga und Tiroler Landesliga
| 1950 – 1960                                                   | 1950 – 1960                                   | 1950 – 1960               | 1950 – 1960               | 1950 – 1960               | 1950 – 1960               | 1950 – 1960               | 1950 – 1960               |
| Saison                                                        | Platz (Teiln.)                                | Sp                        | S                         | U                         | N                         | Tore                      | Pkt.                      |
| Arlbergliga                                                   | Arlbergliga                                   | Arlbergliga               | Arlbergliga               | Arlbergliga               | Arlbergliga               | Arlbergliga               | Arlbergliga               |
| ------------------------------------------------------------- | --------------------------------------------- | ------------------------- | ------------------------- | ------------------------- | ------------------------- | ------------------------- | ------------------------- |
| 1950/51 K1                                                    | 08. (12)                                      | 22                        | 10                        | 03                        | 09                        | 51:55                     | 23                        |
| 1951/52                                                       | 03. (12)                                      | 22                        | 12                        | 05                        | 05                        | 46:37                     | 29                        |
| Arlbergliga / Relegation                                      |                                               |                           |                           |                           |                           |                           |                           |
| 1952/53                                                       | 01. (12)                                      | 22                        | 16                        | 05                        | 01                        | 68:30                     | 37                        |
| 1952/53                                                       | SV Austria Salzburg - Innsbrucker AC 5:0; 9:0 |                           |                           |                           |                           |                           |                           |
| Arlbergliga                                                   |                                               |                           |                           |                           |                           |                           |                           |
| 1953/54                                                       | 11. (12)                                      | 20                        | 05                        | 02                        | 13                        | 42:56                     | 12                        |
| 1954/55                                                       | 06. (12)                                      | 22                        | 10                        | 03                        | 09                        | 52:58                     | 23                        |
| 1955/56                                                       | 11. (12)                                      | 22                        | 04                        | 05                        | 13                        | 30:48                     | 13                        |
| Tiroler Landesliga                                            |                                               |                           |                           |                           |                           |                           |                           |
| 1956/57                                                       | 01.                                           | keine vollständigen Daten | keine vollständigen Daten | keine vollständigen Daten | keine vollständigen Daten | keine vollständigen Daten | keine vollständigen Daten |
| Arlbergliga                                                   |                                               |                           |                           |                           |                           |                           |                           |
| 1957/58                                                       | 11. (12)                                      | 22                        | 04                        | 04                        | 14                        | 42:83                     | 12                        |
| Tiroler Landesliga                                            |                                               |                           |                           |                           |                           |                           |                           |
| 1958/59                                                       | keine vollständigen Daten                     | keine vollständigen Daten | keine vollständigen Daten | keine vollständigen Daten | keine vollständigen Daten | keine vollständigen Daten | keine vollständigen Daten |
| 1959/60                                                       | keine vollständigen Daten                     | keine vollständigen Daten | keine vollständigen Daten | keine vollständigen Daten | keine vollständigen Daten | keine vollständigen Daten | keine vollständigen Daten |
| Legende                                                       |                                               |                           |                           |                           |                           |                           |                           |
|                                                               | Aufstieg                                      |                           |                           |                           |                           |                           |                           |
|                                                               | Abstieg                                       |                           |                           |                           |                           |                           |                           |
| K1 Änderung des Meisterschaftsmodus und Umbenennung der Liga. |                                               |                           |                           |                           |                           |                           |                           |

In der Saison 1952/53 schaffte die Mannschaft in der Arlbergliga den ersten Platz und spielte in einer Relegation gegen den Meister der Tauernliga, SV Austria Salzburg. In zwei Spielen verlor das Team mit 5:0 und 9:0 und verblieb in der Arlbergliga. Ende der 1950er Jahre pendelte der Verein zwischen Tiroler Landesliga und Arlbergliga.
1960–1974: Tiroler Landesliga, Regionalliga West
| 1960 – 1974                                                   | 1960 – 1974               | 1960 – 1974               | 1960 – 1974               | 1960 – 1974               | 1960 – 1974               | 1960 – 1974               | 1960 – 1974               |                           |
| Saison                                                        | Platz (Teiln.)            | Sp                        | S                         | U                         | N                         | Tore                      | Pkt.                      |                           |
| Tiroler Landesliga                                            | Tiroler Landesliga        | Tiroler Landesliga        | Tiroler Landesliga        | Tiroler Landesliga        | Tiroler Landesliga        | Tiroler Landesliga        | Tiroler Landesliga        |                           |
| ------------------------------------------------------------- | ------------------------- | ------------------------- | ------------------------- | ------------------------- | ------------------------- | ------------------------- | ------------------------- | ------------------------- |
| 1960/61 K1                                                    | 01. (12)                  | keine vollständigen Daten | keine vollständigen Daten | keine vollständigen Daten | keine vollständigen Daten | keine vollständigen Daten | keine vollständigen Daten |                           |
| Regionalliga West                                             |                           |                           |                           |                           |                           |                           |                           |                           |
| 1961/62                                                       | 12. (12)                  | 22                        | 01                        | 05                        | 16                        | 23:78                     | 07                        |                           |
| Tiroler Landesliga                                            |                           |                           |                           |                           |                           |                           |                           |                           |
| 1962/63                                                       | 09. (12)                  | keine vollständigen Daten | keine vollständigen Daten | keine vollständigen Daten | keine vollständigen Daten | keine vollständigen Daten | keine vollständigen Daten |                           |
| 1963/64                                                       | 11. (12)                  | keine vollständigen Daten | keine vollständigen Daten | keine vollständigen Daten | keine vollständigen Daten | keine vollständigen Daten | keine vollständigen Daten |                           |
| 1. Klasse Innsbruck                                           |                           |                           |                           |                           |                           |                           |                           |                           |
| 1964/65                                                       | keine vollständigen Daten | keine vollständigen Daten | keine vollständigen Daten | keine vollständigen Daten | keine vollständigen Daten | keine vollständigen Daten | keine vollständigen Daten |                           |
| 1965/66                                                       | 01. (12)                  | keine vollständigen Daten | keine vollständigen Daten | keine vollständigen Daten | keine vollständigen Daten | keine vollständigen Daten | keine vollständigen Daten | keine vollständigen Daten |
| Tiroler Landesliga                                            |                           |                           |                           |                           |                           |                           |                           |                           |
| 1966/67                                                       | 07. (12)                  | keine vollständigen Daten | keine vollständigen Daten | keine vollständigen Daten | keine vollständigen Daten | keine vollständigen Daten | keine vollständigen Daten |                           |
| 1967/68                                                       | 05. (12)                  | keine vollständigen Daten | keine vollständigen Daten | keine vollständigen Daten | keine vollständigen Daten | keine vollständigen Daten | keine vollständigen Daten |                           |
| 1968/69                                                       | 01. (12)                  | keine vollständigen Daten | keine vollständigen Daten | keine vollständigen Daten | keine vollständigen Daten | keine vollständigen Daten | keine vollständigen Daten |                           |
| Regionalliga West                                             |                           |                           |                           |                           |                           |                           |                           |                           |
| 1969/70                                                       | 10. (14)                  | 26                        | 09                        | 07                        | 10                        | 32:40                     | 25                        |                           |
| 1970/71                                                       | 09. (14)                  | 26                        | 08                        | 09                        | 09                        | 37:32                     | 25                        |                           |
| 1971/72                                                       | 09. (14)                  | 26                        | 08                        | 08                        | 10                        | 43:40                     | 24                        |                           |
| 1972/73                                                       | 09. (14)                  | 26                        | 10                        | 03                        | 13                        | 32:41                     | 23                        |                           |
| 1973/74                                                       | 10. (14)                  | 26                        | 10                        | 02                        | 14                        | 36:50                     | 22                        |                           |
| Legende                                                       |                           |                           |                           |                           |                           |                           |                           |                           |
|                                                               | Aufstieg                  |                           |                           |                           |                           |                           |                           |                           |
|                                                               | Abstieg                   |                           |                           |                           |                           |                           |                           |                           |
| K1 Änderung des Meisterschaftsmodus und Umbenennung der Liga. |                           |                           |                           |                           |                           |                           |                           |                           |

Die Arlbergliga wurde in Regionalliga West umbenannt, für den Verein begannen die 1960er Jahre so wie die 50er Jahre aufgehört hatten: Zeitweise fand sich der Verein in der 1. Klasse Innsbruck wieder. Am Anfang der 1970er Jahre spielten die Athletiker in der Regionalliga West, bevor der Verein 1974 in die Tiroler Landesliga abstieg.
1974–1985: Tiroler Landesliga
| 1974 – 1985                                                   | 1974 – 1985               | 1974 – 1985               | 1974 – 1985               | 1974 – 1985               | 1974 – 1985               | 1974 – 1985               | 1974 – 1985               |
| Saison                                                        | Platz (Teiln.)            | Sp                        | S                         | U                         | N                         | Tore                      | Pkt.                      |
| Tiroler Landesliga                                            | Tiroler Landesliga        | Tiroler Landesliga        | Tiroler Landesliga        | Tiroler Landesliga        | Tiroler Landesliga        | Tiroler Landesliga        | Tiroler Landesliga        |
| ------------------------------------------------------------- | ------------------------- | ------------------------- | ------------------------- | ------------------------- | ------------------------- | ------------------------- | ------------------------- |
| 1974/75 K1                                                    | 12. (12)                  | keine vollständigen Daten | keine vollständigen Daten | keine vollständigen Daten | keine vollständigen Daten | keine vollständigen Daten | keine vollständigen Daten |
| 1. Klasse Innsbruck                                           |                           |                           |                           |                           |                           |                           |                           |
| 1975/76                                                       | keine vollständigen Daten | keine vollständigen Daten | keine vollständigen Daten | keine vollständigen Daten | keine vollständigen Daten | keine vollständigen Daten | keine vollständigen Daten |
| 1976/77                                                       | keine vollständigen Daten | keine vollständigen Daten | keine vollständigen Daten | keine vollständigen Daten | keine vollständigen Daten | keine vollständigen Daten | keine vollständigen Daten |
| 1977/78                                                       | keine vollständigen Daten | keine vollständigen Daten | keine vollständigen Daten | keine vollständigen Daten | keine vollständigen Daten | keine vollständigen Daten | keine vollständigen Daten |
| 1978/79                                                       | keine vollständigen Daten | keine vollständigen Daten | keine vollständigen Daten | keine vollständigen Daten | keine vollständigen Daten | keine vollständigen Daten | keine vollständigen Daten |
| 1979/80                                                       | 01.                       | keine vollständigen Daten | keine vollständigen Daten | keine vollständigen Daten | keine vollständigen Daten | keine vollständigen Daten | keine vollständigen Daten |
| Tiroler Landesliga                                            |                           |                           |                           |                           |                           |                           |                           |
| 1980/81                                                       | 06. (14)                  | keine vollständigen Daten | keine vollständigen Daten | keine vollständigen Daten | keine vollständigen Daten | keine vollständigen Daten | keine vollständigen Daten |
| 1981/82                                                       | 07. (14)                  | keine vollständigen Daten | keine vollständigen Daten | keine vollständigen Daten | keine vollständigen Daten | keine vollständigen Daten | keine vollständigen Daten |
| 1982/83                                                       | 05. (14)                  | keine vollständigen Daten | keine vollständigen Daten | keine vollständigen Daten | keine vollständigen Daten | keine vollständigen Daten | keine vollständigen Daten |
| 1983/84                                                       | 11. (14)                  | keine vollständigen Daten | keine vollständigen Daten | keine vollständigen Daten | keine vollständigen Daten | keine vollständigen Daten | keine vollständigen Daten |
| 1984/85                                                       | 04. (14)                  | keine vollständigen Daten | keine vollständigen Daten | keine vollständigen Daten | keine vollständigen Daten | keine vollständigen Daten | keine vollständigen Daten |
| Legende                                                       |                           |                           |                           |                           |                           |                           |                           |
|                                                               | Aufstieg                  |                           |                           |                           |                           |                           |                           |
|                                                               | Abstieg                   |                           |                           |                           |                           |                           |                           |
| K1 Änderung des Meisterschaftsmodus und Umbenennung der Liga. |                           |                           |                           |                           |                           |                           |                           |

1975 erreichten die Fußballer nur den letzten Platz in der Tiroler Landesliga, der bedeutet, dass der Athletikclub in die 1. Klasse Innsbruck absteigen musste. Fünf Jahre später stieg der Athletikclub in Tiroler Landesliga auf, in der er bis Ende der 1980er Jahre blieb.
1985–1995: Tiroler Liga und Regionalliga
| 1985 – 1995                                                   | 1985 – 1995               | 1985 – 1995               | 1985 – 1995               | 1985 – 1995               | 1985 – 1995               | 1985 – 1995               | 1985 – 1995               |
| Saison                                                        | Platz (Teiln.)            | Sp                        | S                         | U                         | N                         | Tore                      | Pkt.                      |
| Tiroler Liga                                                  | Tiroler Liga              | Tiroler Liga              | Tiroler Liga              | Tiroler Liga              | Tiroler Liga              | Tiroler Liga              | Tiroler Liga              |
| ------------------------------------------------------------- | ------------------------- | ------------------------- | ------------------------- | ------------------------- | ------------------------- | ------------------------- | ------------------------- |
| 1985/86 K1                                                    | 04. (14)                  | keine vollständigen Daten | keine vollständigen Daten | keine vollständigen Daten | keine vollständigen Daten | keine vollständigen Daten | keine vollständigen Daten |
| 1986/87                                                       | 03. (14)                  | keine vollständigen Daten | keine vollständigen Daten | keine vollständigen Daten | keine vollständigen Daten | keine vollständigen Daten | keine vollständigen Daten |
| 1987/88                                                       | 08. (14)                  | keine vollständigen Daten | keine vollständigen Daten | keine vollständigen Daten | keine vollständigen Daten | keine vollständigen Daten | keine vollständigen Daten |
| 1988/89                                                       | keine vollständigen Daten | keine vollständigen Daten | keine vollständigen Daten | keine vollständigen Daten | keine vollständigen Daten | keine vollständigen Daten | keine vollständigen Daten |
| 1989/90                                                       | keine vollständigen Daten | keine vollständigen Daten | keine vollständigen Daten | keine vollständigen Daten | keine vollständigen Daten | keine vollständigen Daten | keine vollständigen Daten |
| 1990/91                                                       | 05. (14)                  | 26                        | 12                        | 06                        | 08                        | 44:26                     | 30                        |
| 1991/92                                                       | 06. (14)                  | 26                        | 13                        | 04                        | 09                        | 41:31                     | 36                        |
| Regionalliga Tirol                                            |                           |                           |                           |                           |                           |                           |                           |
| 1992/93 K1                                                    | 07. (14)                  | 26                        | 10                        | 06                        | 10                        | 47:42                     | 26                        |
| 1993/94                                                       | 06. (14)                  | 26                        | 11                        | 06                        | 09                        | 32:30                     | 28                        |
| 1994/95                                                       | 12. (14)                  | 26                        | 06                        | 06                        | 14                        | 25:52                     | 18                        |
| K1 Änderung des Meisterschaftsmodus und Umbenennung der Liga. |                           |                           |                           |                           |                           |                           |                           |

Mitte der 1980er bis Mitte der 1990er Jahre spielte der Verein in der Tiroler Liga, der früheren Tiroler Landesliga, in der es nur für einen dritten und vierten Platz reichte. In den weiteren Saisonen platzierte der Athletikclub nur im Mittelfeld, 1996 reichte es nur mehr für den vorletzten Platz, der den Abstieg in die Landesliga bedeutete.
1995–2002: Landesliga
| 1995 – 2002                                 | 1995 – 2002        | 1995 – 2002        | 1995 – 2002        | 1995 – 2002        | 1995 – 2002        | 1995 – 2002        | 1995 – 2002        |
| Saison                                      | Platz (Teiln.)     | Sp                 | S                  | U                  | N                  | Tore               | Pkt.               |
| Regionalliga Tirol                          | Regionalliga Tirol | Regionalliga Tirol | Regionalliga Tirol | Regionalliga Tirol | Regionalliga Tirol | Regionalliga Tirol | Regionalliga Tirol |
| ------------------------------------------- | ------------------ | ------------------ | ------------------ | ------------------ | ------------------ | ------------------ | ------------------ |
| 1995/96 K1                                  | 14. (15)           | 28                 | 07                 | 04                 | 17                 | 35:61              | 25                 |
| Landesliga West                             |                    |                    |                    |                    |                    |                    |                    |
| 1996/97                                     | 10. (14)           | 26                 | 07                 | 08                 | 11                 | 33:52              | 29                 |
| 1997/98                                     | 06. (14)           | 26                 | 11                 | 05                 | 10                 | 37:36              | 38                 |
| 1998/99                                     | 10. (14)           | 26                 | 09                 | 0                  | 17                 | 39:63              | 27                 |
| 1999/2000                                   | 09. (14)           | 26                 | 07                 | 11                 | 08                 | 45:43              | 32                 |
| 2000/01                                     | 04. (14)           | 26                 | 15                 | 04                 | 07                 | 54:29              | 49                 |
| 2001/02                                     | 04. (14)           | 26                 | 13                 | 07                 | 06                 | 64:44              | 46                 |
| Legende                                     |                    |                    |                    |                    |                    |                    |                    |
|                                             | Abstieg            |                    |                    |                    |                    |                    |                    |
| K1 1995/96: Einführung der Dreipunkteregel. |                    |                    |                    |                    |                    |                    |                    |

Der Innsbrucker AC spielte ab dem Jahr 1996 bis 2002 in der Tiroler Landesliga West und platzierte sich immer im Mittelfeld.
2002–2008: Fusion mit SK Rum
| 2002 – 2008                                                               | 2002 – 2008       | 2002 – 2008       | 2002 – 2008       | 2002 – 2008       | 2002 – 2008       | 2002 – 2008       | 2002 – 2008       |
| Saison                                                                    | Platz (Teiln.)    | Sp                | S                 | U                 | N                 | Tore              | Pkt.              |
| Regionalliga West                                                         | Regionalliga West | Regionalliga West | Regionalliga West | Regionalliga West | Regionalliga West | Regionalliga West | Regionalliga West |
| ------------------------------------------------------------------------- | ----------------- | ----------------- | ----------------- | ----------------- | ----------------- | ----------------- | ----------------- |
| 2002/03 (1)                                                               | 16. (16)          | 30                | 05                | 06                | 19                | 34:92             | 0                 |
| telesystem Tirol Liga                                                     |                   |                   |                   |                   |                   |                   |                   |
| 2003/04                                                                   | 10. (16)          | 30                | 11                | 05                | 14                | 76:65             | 38                |
| 2004/05 (2)                                                               | 05. (16)          | 30                | 15                | 04                | 11                | 63:43             | 49                |
| 2005/06                                                                   | 01. (16)          | 30                | 23                | 03                | 04                | 91:43             | 72                |
| Regionalliga West                                                         |                   |                   |                   |                   |                   |                   |                   |
| 2006/07                                                                   | 13. (16)          | 30                | 09                | 05                | 16                | 57:88             | 32                |
| 2007/08                                                                   | 16. (16)          | 30                | 02                | 02                | 26                | 39:118            | 08                |
| Legende                                                                   |                   |                   |                   |                   |                   |                   |                   |
|                                                                           | Aufstieg          |                   |                   |                   |                   |                   |                   |
|                                                                           | Abstieg           |                   |                   |                   |                   |                   |                   |
| (1) 2002/03: Kooperation mit dem SK Rum (2) 2004/05: Ende der Kooperation |                   |                   |                   |                   |                   |                   |                   |

Vereinswappen in den 2000er Jahren bis 2013

Im Jahr 2002 ging die Herrensektion eine Kooperation mit dem SK Rum, der in der Saison 2001/02 den Aufstieg von der Tiroler Liga in die Regionalliga durch einen ersten Platz schaffte, ein und spielte in der Regionalliga West. In der Saison 2002/03 stieg die Spielgemeinschaft ab und die Fusion löste sich 2004/05 auf. In der nächsten Saison feierte der Verein den Tiroler Meistertitel und stieg in die Regionalliga West auf. In der Saison 2007/08 stieg die Abteilung in die telesystem Tirol Liga ab.
Seit 2008: Tiroler Liga, Landesliga und Gebietsliga
| seit 2008        | seit 2008      | seit 2008      | seit 2008      | seit 2008      | seit 2008      | seit 2008      | seit 2008      |
| Saison           | Platz (Teiln.) | Sp             | S              | U              | N              | Tore           | Pkt.           |
| UPC Tirol Liga   | UPC Tirol Liga | UPC Tirol Liga | UPC Tirol Liga | UPC Tirol Liga | UPC Tirol Liga | UPC Tirol Liga | UPC Tirol Liga |
| ---------------- | -------------- | -------------- | -------------- | -------------- | -------------- | -------------- | -------------- |
| 2008/09          | 09. (16)       | 30             | 12             | 04             | 14             | 61:56          | 40             |
| 2009/10          | 08. (14)       | 30             | 11             | 10             | 09             | 50:39          | 43             |
| 2010/11          | 14. (16)       | 30             | 08             | 03             | 19             | 46:89          | 27             |
| Landesliga West  |                |                |                |                |                |                |                |
| 2011/12          | 04. (14)       | 26             | 11             | 04             | 11             | 54:41          | 37             |
| 2012/13          | 10. (14)       | 26             | 07             | 08             | 11             | 30:46          | 29             |
| 2013/14          | 08. (14)       | 26             | 09             | 08             | 09             | 35:41          | 35             |
| 2014/15          | 09. (14)       | 26             | 09             | 07             | 10             | 44:38          | 34             |
| 2015/16          | 14. (14)       | 26             | 05             | 01             | 20             | 28:77          | 16             |
| Gebietsliga West |                |                |                |                |                |                |                |
| 2016/17          | 03. (14)       | 26             | 18             | 03             | 05             | 84:35          | 55             |
| 2017/18          | 03. (14)       | 26             | 16             | 05             | 05             | 97:33          | 53             |
| 2018/19          | 02. (14)       | 26             | 20             | 01             | 05             | 88:37          | 61             |
| Landesliga West  |                |                |                |                |                |                |                |
| 2019/20          | 0.             | 0              | 0              | 0              | 0              | 0:0            | 0              |
| Legende          |                |                |                |                |                |                |                |
|                  | Aufstieg       |                |                |                |                |                |                |
|                  | Abstieg        |                |                |                |                |                |                |

Seither spielt der Innsbrucker AC in der UPC Tirol Liga, Tiroler Landesliga West und Gebietsliga West.

### Erfolge
Herren
- Meisterschaft
  - 7 × Regionalliga West-Meister: 1953
  - Tiroler Meister:
    - 7 × Tiroler A-Klasse: 1927, 1929, 1930, 1931, 1933, 1936 1937,
    - 4 × Tiroler Landesliga: 1950, 1957, 1961, 1969,
    - 1 × telesystem Tirol Liga: 2006

Nachwuchs
- Meisterschaft[5]
  - Tiroler Meister Junioren: 1984, 1985, 1987, 1988, 2001, 2002, 2014
  - Tiroler Meister Jugend: 1983, 1986, 2000
  - Tiroler Meister U15: 2009
  - Tiroler Meister Schüler: 1988, 1997, 1998, 1999, 2000, 2005, 2014 (Finale)
  - Tiroler Meister Knaben: 1986, 1997, 1998, 2000
  - Tiroler Hallenmeister Junioren: 1981, 1985, 1986, 2002
  - Tiroler Hallenmeister Jugend: 1983, 1987, 1990, 1996, 2000, 2014
  - Tiroler Hallenmeister Schüler: 1978, 1997, 2001, 2014
  - Tiroler Hallenmeister Knaben: 1982, 1997, 1998, 1999
  - Tiroler Hallenmeister Mini: 1984, 1991, 1996
  - Tiroler Hallenmeister Super Mini: 1995, 2000

## Eishockey
Die Eishockeysektion des Innsbrucker Athletiksport Club wurde Ende 1926 ins Leben gerufen und im Dezember 1932 eingestellt.

## Volleyball
Volleyball wurde im Verein 1962 gespielt, 1964 wurde eine eigene Volleyballsektion gegründet. In den 1980er Jahren spielte das Frauenvolleyballteam in einer Spielgemeinschaft mit dem Innsbrucker Turnverein (ITV) und konnte einen österreichischen Meistertitel (1986) feiern und zwei Mal österreichischer Pokalsieger (1983, 1984) werden. Das Frauenteam nahm am Europapokal der Pokalsieger 1974/75, Europapokal der Pokalsieger 1975/76, CEV-Pokal 1982/83, CEV-Pokal 1982/83, Europapokal der Landesmeister 1983/84, Europapokal der Pokalsieger 1984/85 und Europapokal der Pokalsieger 1985/86 teil. Die Männerabteilung nannte sich IAC-Volleyball. Aus diesem Verein entwickelte sich in den 1990er Jahren das Hypo Tirol Volleyballteam Innsbruck.
Erfolge
- 1 × Österreichischer Frauenmeister: 1986
- 2 × Österreichischer Frauencupsieger: 1983, 1984